# Caumont-l'Éventé
Caumont-l'Éventé je naselje in občina v severozahodnem francoskem departmaju Calvados regije Spodnje Normandije. Leta 2009 je naselje imelo 1.348 prebivalcev.

## Geografija
Kraj se nahaja v pokrajini Normandiji 21 km južno od Bayeuxa.

## Uprava
Caumont-l'Éventé je sedež istoimenskega kantona, v katerega so poleg njegove vključene še občine Anctoville, Cormolain, Foulognes, Hottot-les-Bagues, La Lande-sur-Drôme, Livry, Longraye, Saint-Germain-d'Ectot, Sainte-Honorine-de-Ducy, Sallen, Sept-Vents, Torteval-Quesnay in La Vacquerie s 6.563 prebivalci.
Kanton Caumont-l'Éventé je sestavni del okrožja Bayeux.

## Zanimivosti
- cerkev Saint-Clair-et-Saint-Martin (1850).
- Souterroscope, podzemni muzej, nekdanji rudnik skrilavca.
- Château de la Ferrière (1906).

## Vir
- Insee (francosko)